# Talorchestia terraereginae
Talorchestia terraereginae is een vlokreeftensoort uit de familie van de Talitridae. De wetenschappelijke naam van de soort is voor het eerst geldig gepubliceerd in 1880 door Haswell.